# Piotr Jabłoński (zapaśnik)
Piotr Jacek Jabłoński (ur. 15 stycznia 1975 w Chełmie) – polski zapaśnik, olimpijczyk i samorządowiec. Brat Dariusza Jabłońskiego.

## Życiorys
Trenował zapasy w stylu klasycznym (w wadze papierowej 48 kg i muszej 54 kg). Był zawodnikiem Gryfa Cheł prowadzonym przez Krzysztofa Grabczuka, później m.in. przez Jana Potockiego i Andrzeja Głąba, a w kadrze narodowej przez Stanisława Krzesińskiego i Ryszarda Świerada. Siedmiokrotnie zdobywał mistrzostwo Polski w wadze papierowej i muszej (1992, 1994, 1995, 1996, 1997, 2000, 2002), trzykrotnie uczestniczył w mistrzostwach świata (1994, 1995, 1997). Wywalczył dwa srebrne medale na mistrzostwach świata juniorów (1993, 1995) i brązowy medal mistrzostw Europy juniorów (1993). W 1996 wystartował na Igrzyskach Olimpijskich w Atlancie, zajmując 15. miejsce w wadze papierowej.
Ukończył Technikum Samochodowe w Chełmie (1997) i trzyletnie studium trenerskie w Instytucie Wychowania Fizycznego w Gorzowie Wielkopolskim. Został instruktorem zapasów w UKS Olimpijczyk w Chełmie i nauczycielem wychowania fizycznego w Chełmie. W 2010 i w 2014 kandydował do chełmskiej rady miasta z ramienia Platformy Obywatelskiej. W 2018 i 2024 z listy Koalicji Obywatelskiej uzyskiwał mandat radnego miejskiego.